# Microcarbo
A Microcarbo a madarak (Aves) osztályának szulaalakúak (Suliformes) rendjébe, ezen belül a kárókatonafélék (Phalacrocoracidae) családjába tartozó nem.

## Rendszertani besorolásuk
2010-ig ezt a madárnemet a Phalacrocorax kárókatonanem szinonimájának tekintették. Azonban 2010-ben az Ornitológusok Nemzetközi Kongresszusán (International Ornithological Congress) Gill és Donsker azt javasolták, Siegel-Causey (1988), Kennedy et al. (2000), valamint Christidis és Boles (2008) tanulmányaira támaszkodva, hogy az alábbi fajokat vonják ki a Phalacrocorax nemből és külön madárnembe helyezzék át; a javaslat a kongresszus alatt célt is ért.

## Rendszerezés
A nembe az alábbi 6 faj tartozik:
- afrikai kárókatona (Microcarbo africanus) (Gmelin, 1789)
- piroscsőrű kárókatona (Microcarbo coronatus) (Wahlberg, 1855)
- fekete-fehér törpekormorán (Microcarbo melanoleucos) (Vieillot, 1817)
- fekete törpekormorán (Microcarbo niger) (Vieillot, 1817)
- kis kárókatona (Microcarbo pygmeus) (Pallas, 1773)
- †Microcarbo serventyorum van Tets, 1994

### Fordítás
- Ez a szócikk részben vagy egészben  a   Microcarbo című angol Wikipédia-szócikk ezen változatának fordításán alapul.  Az eredeti cikk szerkesztőit annak laptörténete sorolja fel. Ez a jelzés csupán a megfogalmazás eredetét és a szerzői jogokat jelzi, nem szolgál a cikkben szereplő információk forrásmegjelöléseként.